# Mostowski Hrabia
Mostowski Hrabia – polski herb hrabiowski, odmiana herbu Dołęga, nadany być może w Galicji, następnie potwierdzony w Rosji.

## Opis herbu
Opis zgodnie z klasycznymi regułami blazonowania:
W polu błękitnym krzyż kawalerski złoty, zaćwieczony na barku podkowy srebrnej, pomiędzy której ocelami takaż strzała grotem w dół. Nad tarczą korona hrabiowska, nad którą hełm z klejnotem: orle skrzydło czarne, przeszyte strzałą w prawo.

## Najwcześniejsze wzmianki
W roku 1824 Tadeusz Mostowski został wpisany na listę hrabiów w Rosji. Wpisu tego dokonano na podstawie niepotwierdzonegpo nadania tytułu hrabiowskiego dla ojca, Pawła Michała Mostowskiego z 9 grudnia 1796 lub 10 sierpnia 1780 wraz z synami, Józefem i Tadeuszem. Tytuł potwierdzono w Rosji wnukom Józefa, Władysławowi i Edwardowi 19 września 1851 i 17 grudnia 1852. 8 maja 1884 tytuł został zatwierdzony w Galicji Edwardowi (Edmundowi) Mostowskiemu. Okoliczności wydania ewentualnego dyplomu hrabiowskiego dla Pawła Mostowskiego w XVIII wieku są niejasne, a dopiero potwierdzenia rosyjskie nazywane są w literaturze "nadaniami".

## Herbowni
Jedna rodzina herbownych (herb własny):
- graf von Mostowski.